# CR149 (Luxemburg)
De CR149 (Chemin Repris 149) is een verkeersroute in Luxemburg tussen Mondorf-les-Bains (N16/CR152) en Stadtbredimus (N10). De route heeft een lengte van ongeveer 11 kilometer.

## Routeverloop
De route begint in de plaats Mondorf-les-Bains op de rotonde met de N16 en CR152 en gaat voor ongeveer 500 meter naar het westen toe. Hierna buigt de route af naar het noorden en verlaat op een gegeven moment de bebouwing van Mondorf-les-Bains. De route komt tussen de open velden te liggen en gaat over de rand van de tunnel waar de A13 E29 doorheen gaat. De route gaat verder in noordoostelijke richting langs de plaatsen Ellange en Erpeldange in het kanton Remich. Bij de plaats Bous gaat de CR149 voor een kort gedeelte over de N2 om hierna door de Bous heen te gaan en verder naar het noordoosten te gaan naar Stadtbredimus, waar de route eindigt op de N10.
De gehele route ligt tussen de open velden en in de plaatsen tussen de bebouwing. Het hoogteverschil in de route is vooral via vals platte wegen.

## Verandering van route
Tot 1995 ging de CR149 via een andere route door Mondorf-les-Bains heen. De route verliep vanaf de N16 aan de westkant van Mondorf-les-Bains via de Rue du Moulin, Rue Saint-Michel en Rue John Gruen om verder te gaan over de Route d'Ellange richting Ellange. Dit gedeelte van de route had een lengte van ongeveer 1,3 kilometer. Sinds 1995 gaat de route vanaf de N16 aan de oostkant van Mondorf-les-Bains via de Rue Flammang om daarna verder te gaan over de Route d'Ellange richting Ellange.

### CR149a
De CR149a is een voormalig verbindingsroute tussen de CR149 en de N16/N16a in Mondorf-les-Bains. De route lag op de Place Bernard Weber en had een lengte van ongeveer 60 meter. De CR149a werd gelijktijdig opgeheven met de routeaanpassing van de CR149 in het jaar 1995.

## Plaatsen langs de CR149
- Mondorf-les-Bains
- Ellange
- Erpeldange
- Bous
- Stadtbredimus

CR101 ·
CR102 ·
CR103 ·
CR104 ·
CR105 ·
CR106 ·
CR107 ·
CR108 ·
CR109 ·
CR110 ·
CR111 ·
CR112 ·
CR113 ·
CR114 ·
CR115 ·
CR116 ·
CR117 ·
CR118 ·
CR119 ·
CR120 ·
CR121 ·
CR122 ·
CR123 ·
CR124 ·
CR125 ·
CR126 ·
CR127 ·
CR128 ·
CR129 ·
CR130 ·
CR131 ·
CR132 ·
CR133 ·
CR134 ·
CR135 ·
CR136 ·
CR137 ·
CR138 ·
CR139 ·
CR140 ·
CR141 ·
CR142 ·
CR143 ·
CR144 ·
CR145 ·
CR146 ·
CR147 ·
CR148 ·
CR149 ·
CR150 ·
CR151 ·
CR152 ·
CR153 ·
CR154 ·
CR155 ·
CR156 ·
CR157 ·
CR158 ·
CR159 ·
CR160 ·
CR161 ·
CR162 ·
CR163 ·
CR164 ·
CR165 ·
CR166 ·
CR167 ·
CR168 ·
CR169 ·
CR170 ·
CR171 ·
CR172 ·
CR173 ·
CR174 ·
CR175 ·
CR176 ·
CR177 ·
CR178 ·
CR179 ·
CR180 ·
CR181 ·
CR182 ·
CR183 ·
CR184 ·
CR185 ·
CR186 ·
CR187 ·
CR188 ·
CR189 ·
CR190
CR200 ·
CR201 ·
CR202 ·
CR203 ·
CR204 ·
CR205 ·
CR206 ·
CR207 ·
CR208 ·
CR210 ·
CR211 ·
CR212 ·
CR213 ·
CR215 ·
CR216 ·
CR217 ·
CR218 ·
CR219 ·
CR220 ·
CR221 ·
CR222 ·
CR223 ·
CR224 ·
CR225 ·
CR226 ·
CR227 ·
CR228 ·
CR229 ·
CR230 ·
CR231 ·
CR232 ·
CR233 ·
CR234
CR301 ·
CR302 ·
CR303 ·
CR304 ·
CR305 ·
CR306 ·
CR307 ·
CR308 ·
CR309 ·
CR310 ·
CR311 ·
CR312 ·
CR313 ·
CR314 ·
CR315 ·
CR316 ·
CR317 ·
CR318 ·
CR319 ·
CR320 ·
CR321 ·
CR322 ·
CR323 ·
CR324 ·
CR325 ·
CR326 ·
CR327 ·
CR328 ·
CR329 ·
CR330 ·
CR331 ·
CR332 ·
CR333 ·
CR334 ·
CR335 ·
CR336 ·
CR337 ·
CR338 ·
CR339 ·
CR340 ·
CR341 ·
CR342 ·
CR343 ·
CR344 ·
CR345 ·
CR346 ·
CR347 ·
CR348 ·
CR349 ·
CR350 ·
CR351 ·
CR352 ·
CR353 ·
CR354 ·
CR355 ·
CR356 ·
CR357 ·
CR358 ·
CR359 ·
CR360 ·
CR361 ·
CR362 ·
CR364 ·
CR365 ·
CR366 ·
CR367 ·
CR368 ·
CR369 ·
CR370 ·
CR371 ·
CR372 ·
CR373 ·
CR374 ·
CR375 ·
CR376 ·
CR377 ·
CR378 ·
CR379
Routes die cursief vermeld staan, zijn voormalige routes.